# Mats Trygg
Mats Trygg, född  1 juni 1976 i Oslo, Norge, är en norsk professionell ishockeyspelare som för närvarande spelar i Lørenskog IK i norska GET-ligaen. Han har spelat för Färjestads BK där han var med och vann SM-guld säsongen 2001/2002. Han har även spelat för HV71. Han har spelat ett flertal säsonger i den tyska ishockeyligan DEL för klubbarna Iserlohn Roosters, Kölner Haie och Hamburg Freezers.  
Trygg är en skicklig back med goda offensiva kvalitéer. Han har ett bra skott och ett fint passningsspel. Han är tvillingbror med Marius och bror med Mathias, som även de spelar ishockey.

## Klubbar
- Spektrum Flyers
- Manglerud Star
- Färjestads BK
- Iserlohn Roosters
- Kölner Haie
- Hamburg Freezers
- HV71
- Lørenskog IK